# Jabloňovce
Jabloňovce – wieś (obec) na Słowacji położona w kraju nitrzańskim, w powiecie Levice. Pierwsze wzmianki o miejscowości pochodzą z roku 1245. 
Według danych z dnia 31 grudnia 2012, wieś zamieszkiwało 205 osób, w tym 105 kobiet i 100 mężczyzn.
W 2001 roku rozkład populacji względem narodowości i przynależności etnicznej wyglądał następująco:
- Słowacy – 98,67%
- Czesi – 0,44%
- Węgrzy – 0,88%

Ze względu na wyznawaną religię struktura mieszkańców kształtowała się w 2001 roku następująco:
- Katolicy rzymscy – 58,41%
- Grekokatolicy – 1,77%
- Ewangelicy – 32,3%
- Ateiści – 5,31%
- Przedstawiciele innych wyznań – 0,88%
- Nie podano – 0,88%